# Clossiana edna
Clossiana edna är en fjärilsart som beskrevs av Lobb 1953. Clossiana edna ingår i släktet Clossiana och familjen praktfjärilar. Inga underarter finns listade i Catalogue of Life.